# D-serie

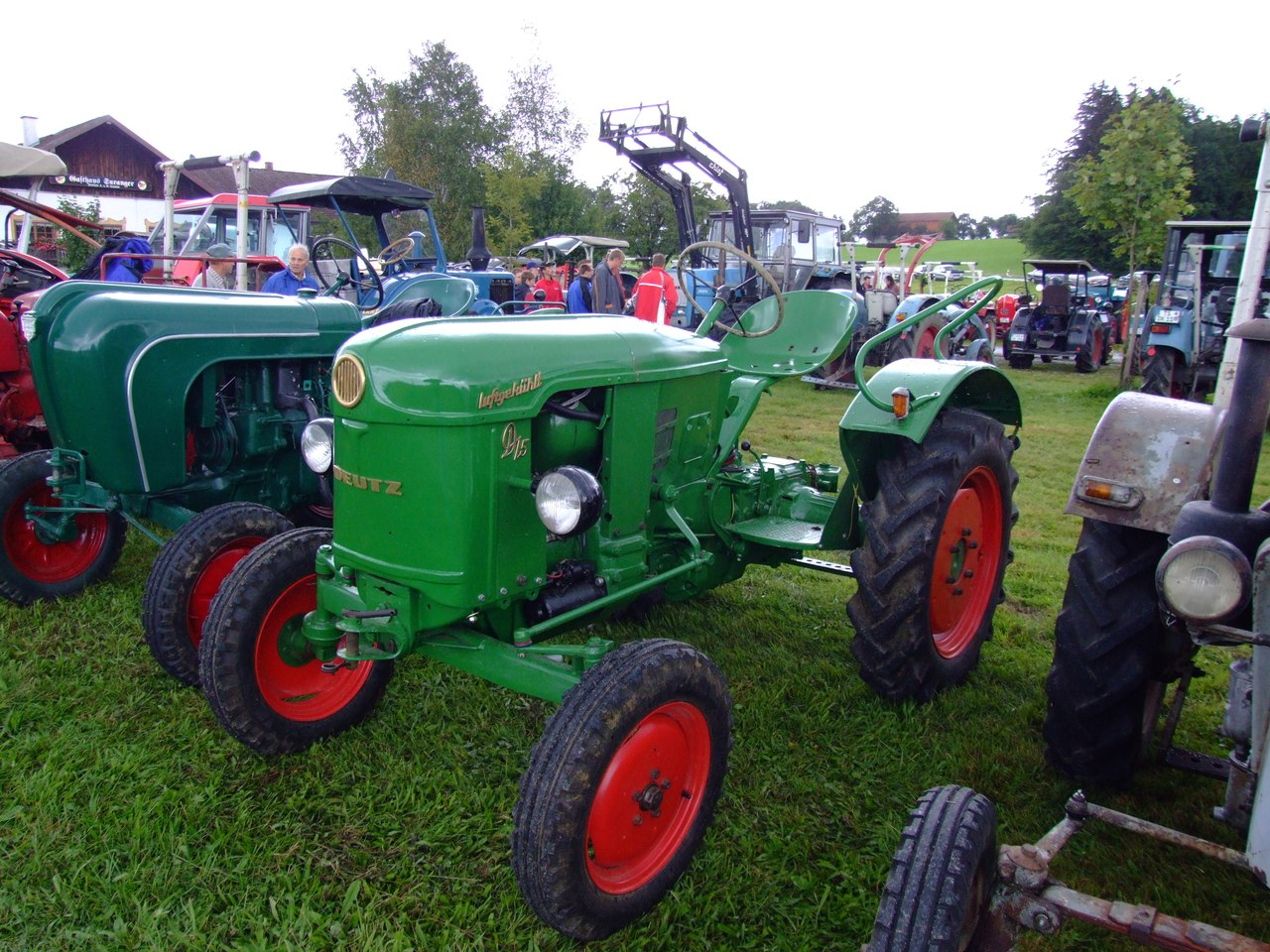
Deutz D15

De Deutz D-Serie was een productiereeks van tractoren van Deutz AG , die tussen 1959 en 1965 werden geproduceerd.
Het begon met de modellen D 15, D 25 en D 40 die in 1959 werden geïntroduceerd. In 1960 volgden de D 30 en D 50. Als laatste model van de serie werd in 1964 de D 80 geïntroduceerd. De D 80 was de eerste Deutz-tractor met een zescilindermotor.

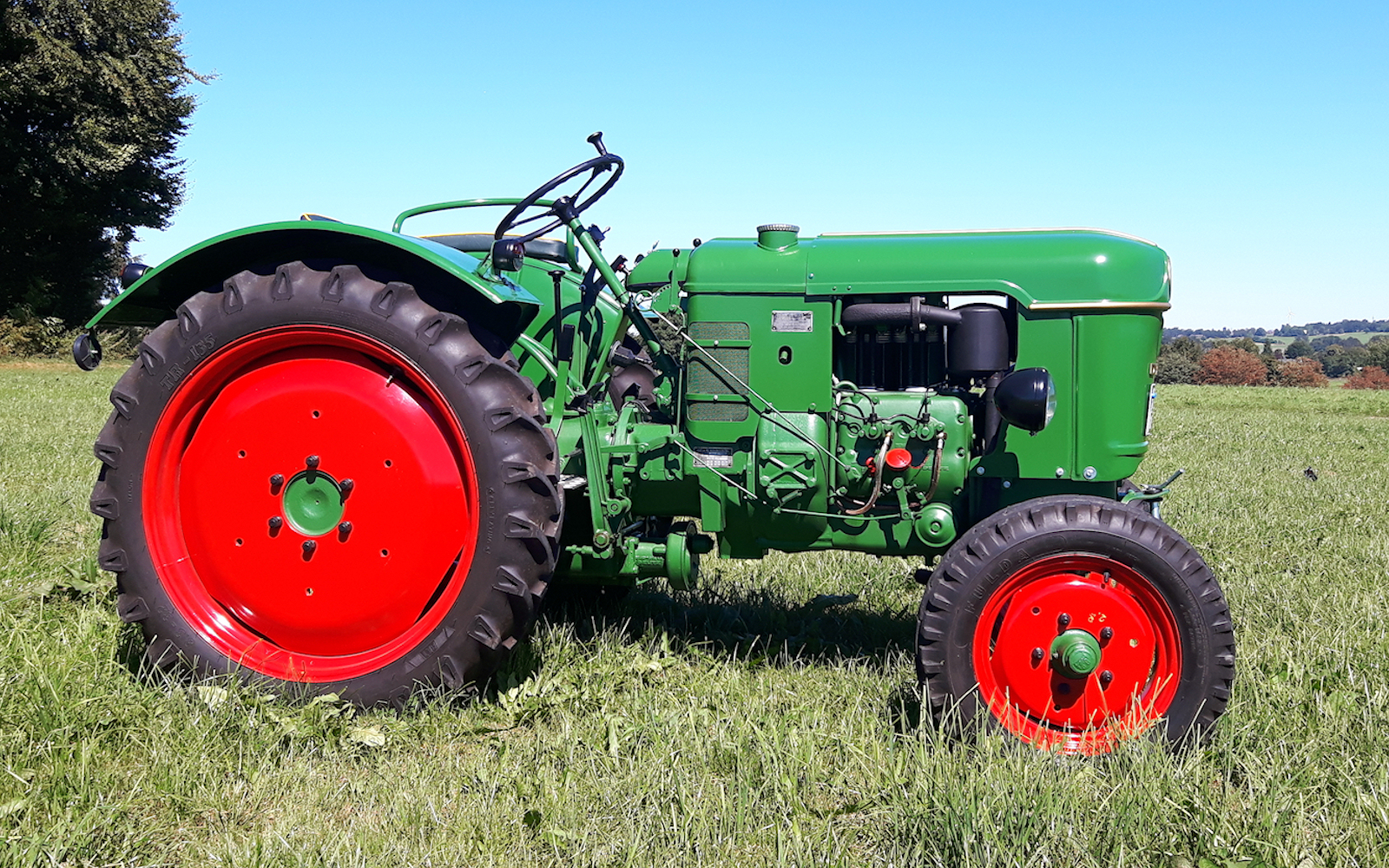
Deutz D25

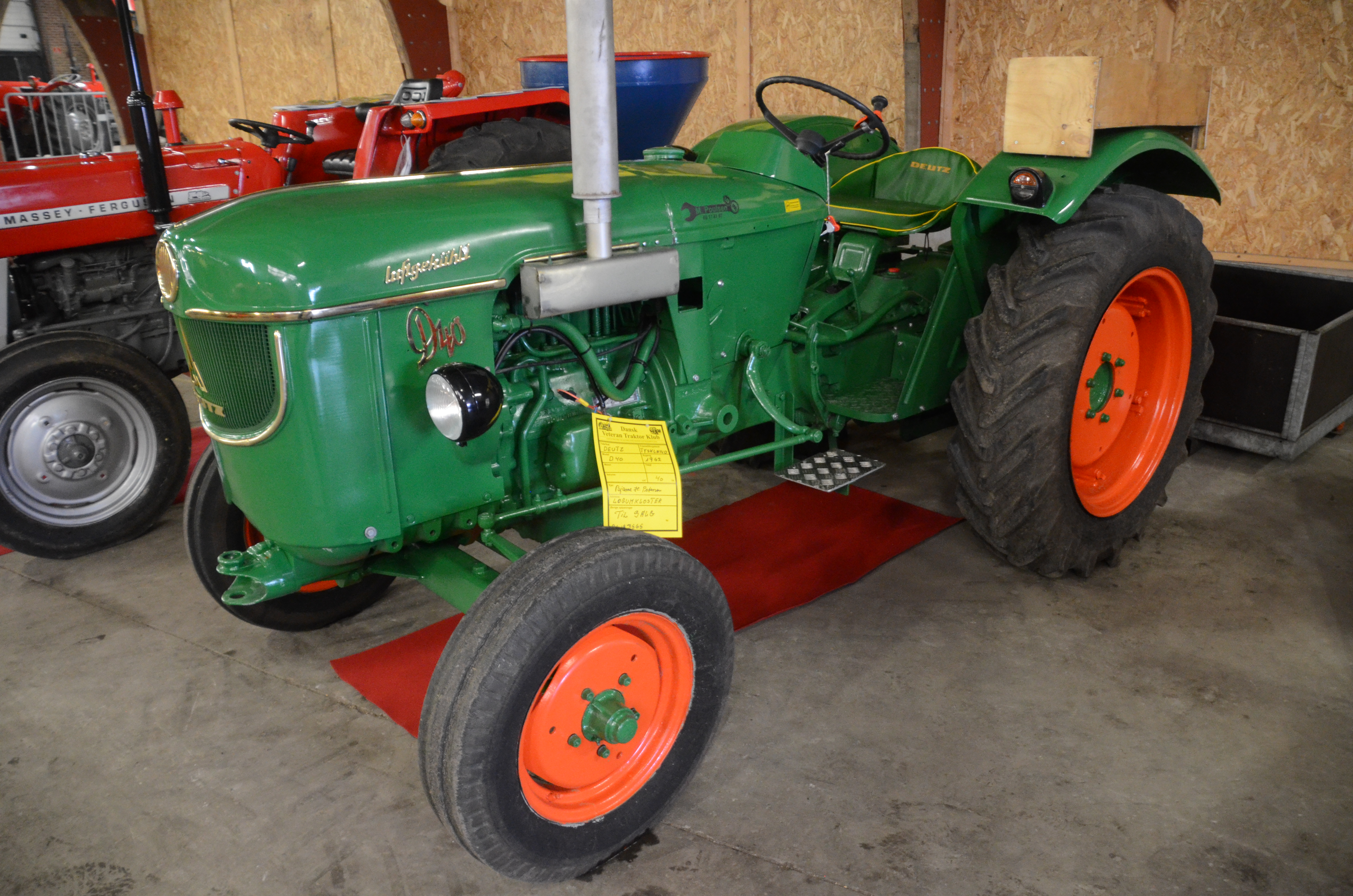
Deutz D40

De D-serie werd opgevolgd door de Deutz in 1965 D-05-serie.

## Technische gegevens

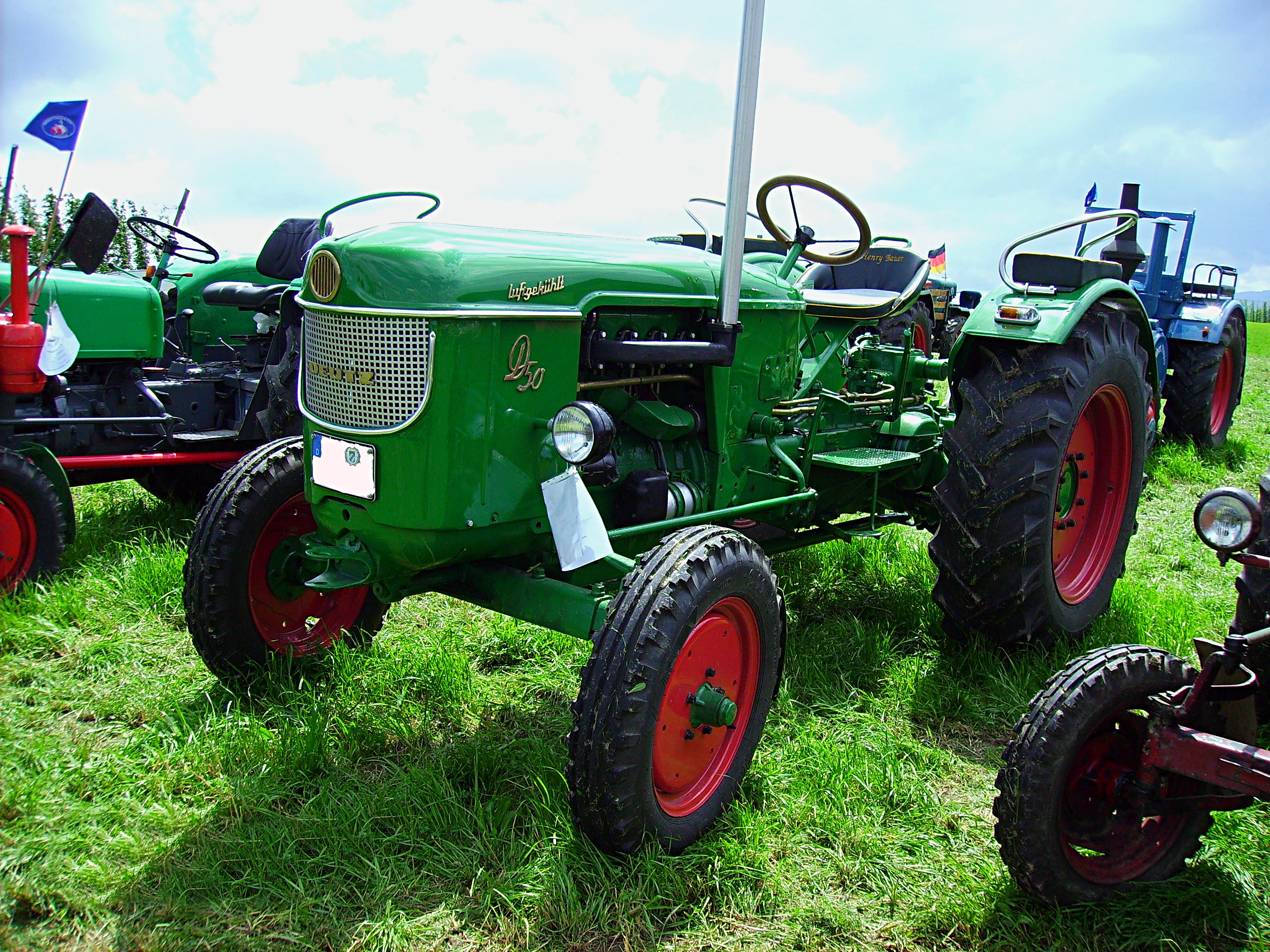
Deutz D50

| model | cilinders | motor inhoud | pk       | gewicht      |
| ----- | --------- | ------------ | -------- | ------------ |
| D 15  | 1         | 850 cm3      | 14 pk    | 900 kg       |
| D 25  | 2         | 1700 cm3     | 20-25 pk | 1300-1350 kg |
| D 30  | 2         | 1700 cm3     | 28 pk    | 1300-1330 kg |
| D 40  | 3         | 2550 cm3     | 35 pk    | 1560-2100 kg |
| D 50  | 5         | 3400 cm3     | 46-52 pk | 2150-2300 kg |
| D 80  | 6         | 5100 cm3     | 75 pk    | 3750 kg      |